# 肥前旭駅
肥前旭駅（ひぜんあさひえき）は、佐賀県鳥栖市儀徳町（ぎとくまち）にある、九州旅客鉄道（JR九州）鹿児島本線の駅である。駅番号はJB16。

## 歴史

### 年表

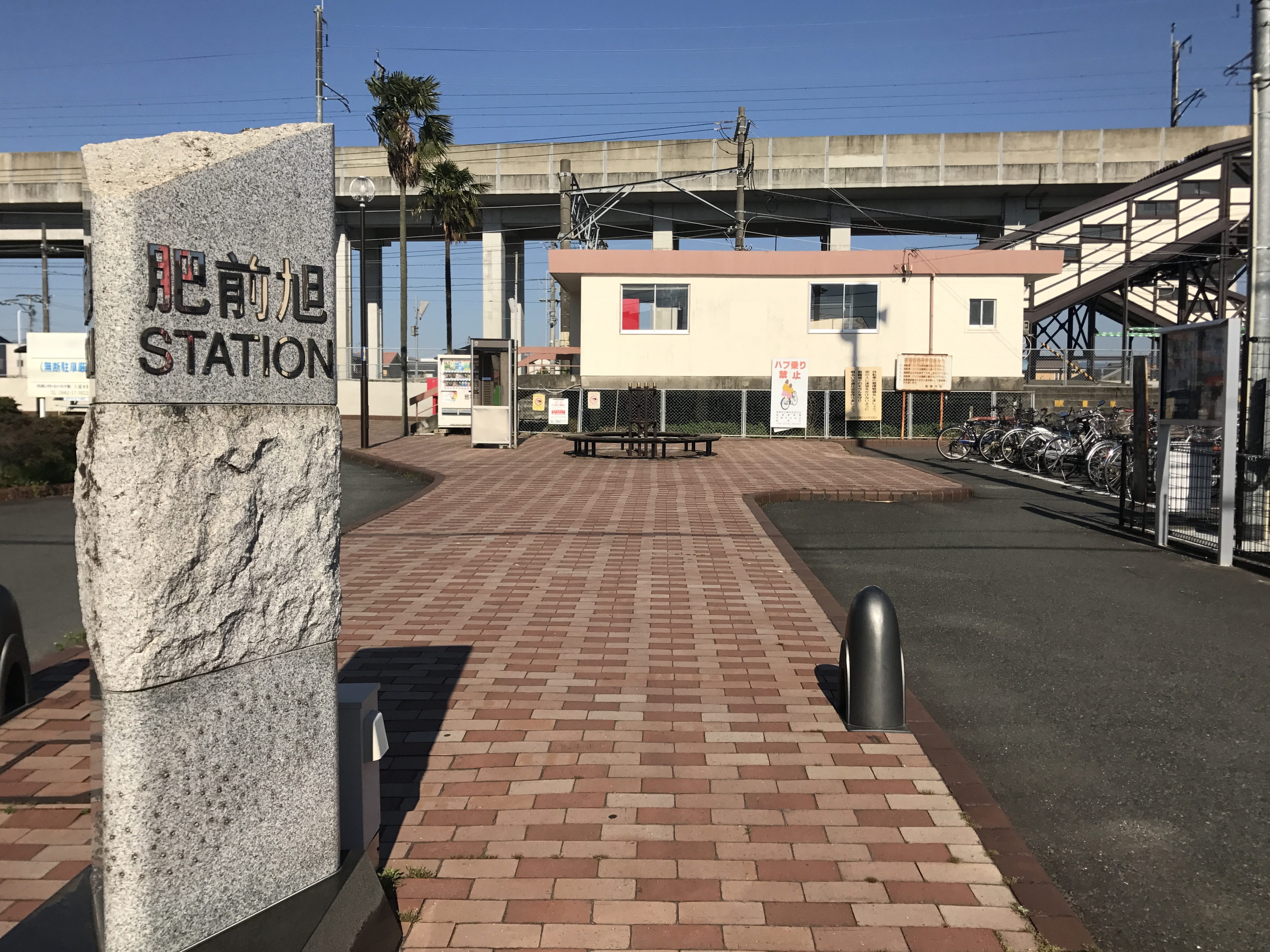
駅舎遠景（2017年4月）

- 1928年（昭和3年）12月23日：旭信号所として鉄道省が開設[1][3]。
- 1934年（昭和9年）6月7日：肥前旭駅に昇格[1]。
- 1974年（昭和49年）3月5日：業務委託駅化[4][5]。
- 1984年（昭和59年）2月1日：荷物扱い廃止[6]。無人駅化[7][8]（その後、駅員再配置）。
- 1987年（昭和62年）4月1日：国鉄分割民営化によりJR九州が継承[9]。
- 2000年（平成12年）10月14日：自動改札機を設置し、供用開始[10]。
- 2009年（平成21年）3月1日：ICカードSUGOCAの利用を開始[11]。
- 2015年（平成27年）3月14日：再度無人駅化[2]。

### 駅名の由来
駅名の由来は、鳥栖市が発足する以前に当駅があった村の村名（佐賀県三養基郡旭村）である。
開業時、既に土讃線に旭駅が設けられていたことから「肥前旭駅」と命名された。なお、総武本線旭駅は「旭町駅」として開業した後、1959年（昭和34年）10月1日に旭駅へ改称した。

## 駅構造
相対式ホーム2面2線を有する地上駅。互いのホームは跨線橋で連絡している。下り方向に向かって右側に駅舎がある。
無人駅化に伴い自動改札機は撤去された。SUGOCAの利用が可能であるが、カード販売は行わずチャージのみ取扱う。

### のりば
| 番線 | 路線       | 方向 | 行先               | 備考                 |
| ---- | ---------- | ---- | ------------------ | -------------------- |
| 1    | 鹿児島本線 | 下り | 久留米・大牟田方面 | 一部久大本線直通あり |
| 2    | 鹿児島本線 | 上り | 博多・小倉方面     |                      |

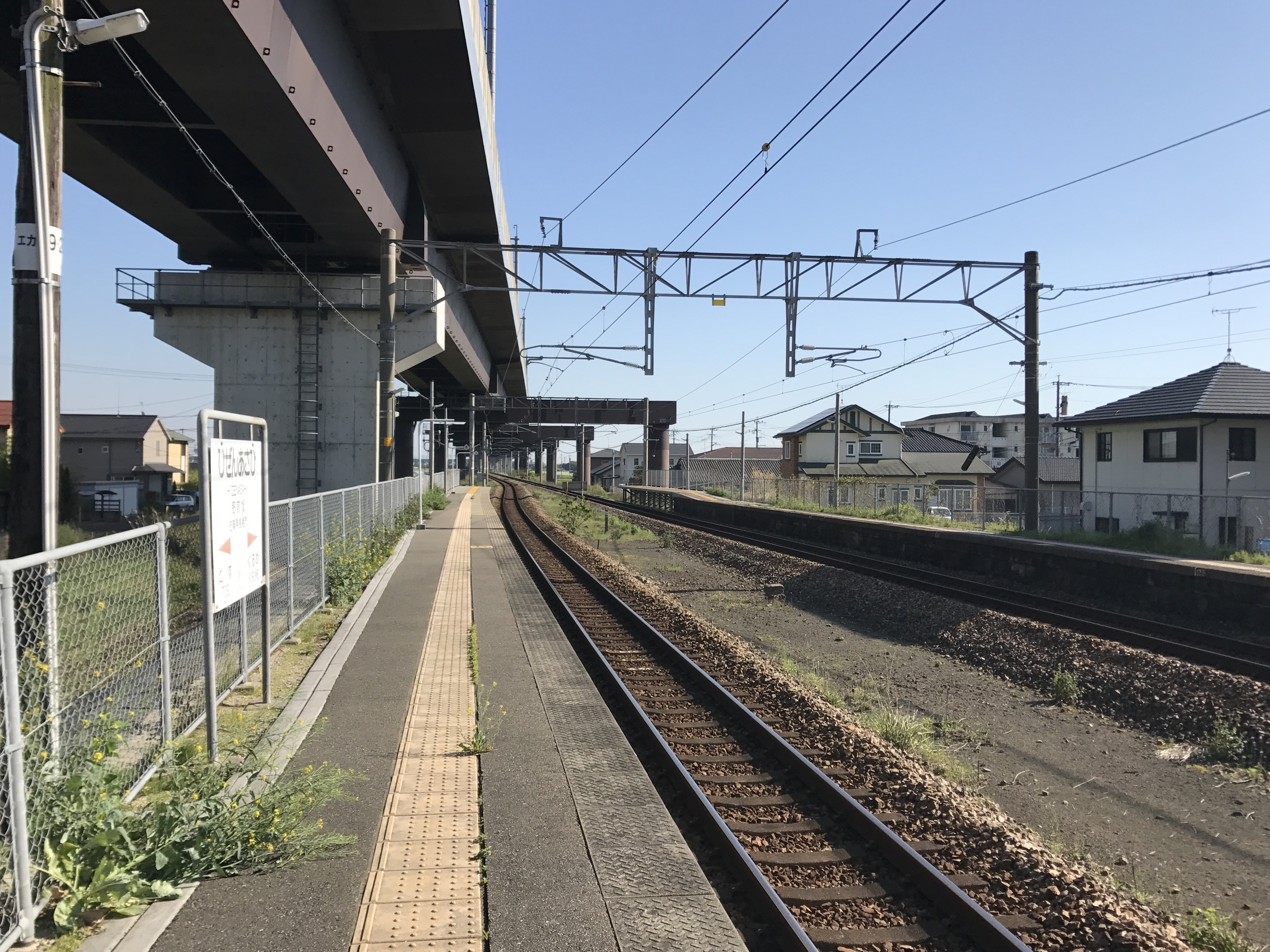
ホーム（2017年4月、奥は久留米方面）
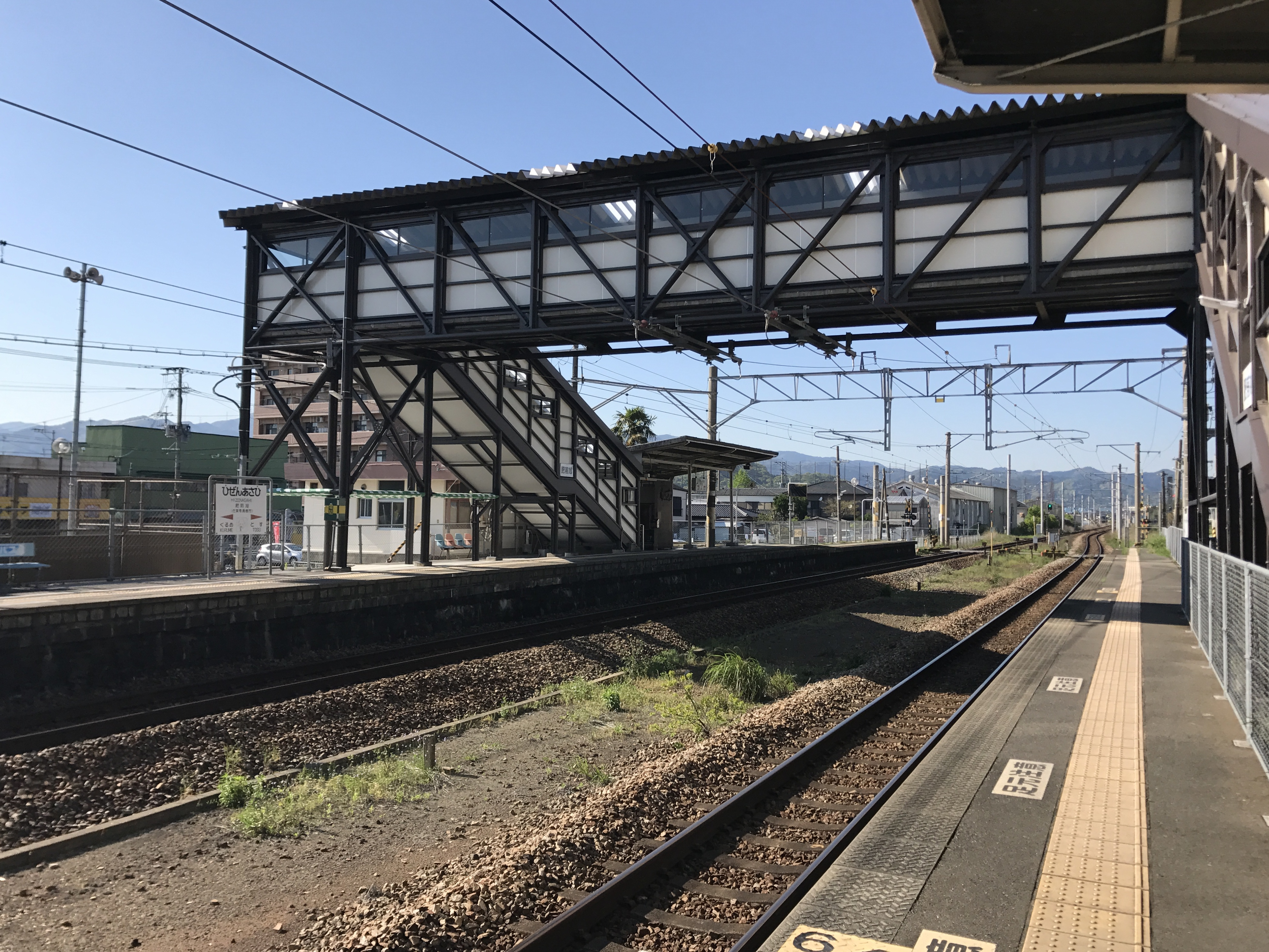
ホーム（2017年4月、奥は鳥栖方面）
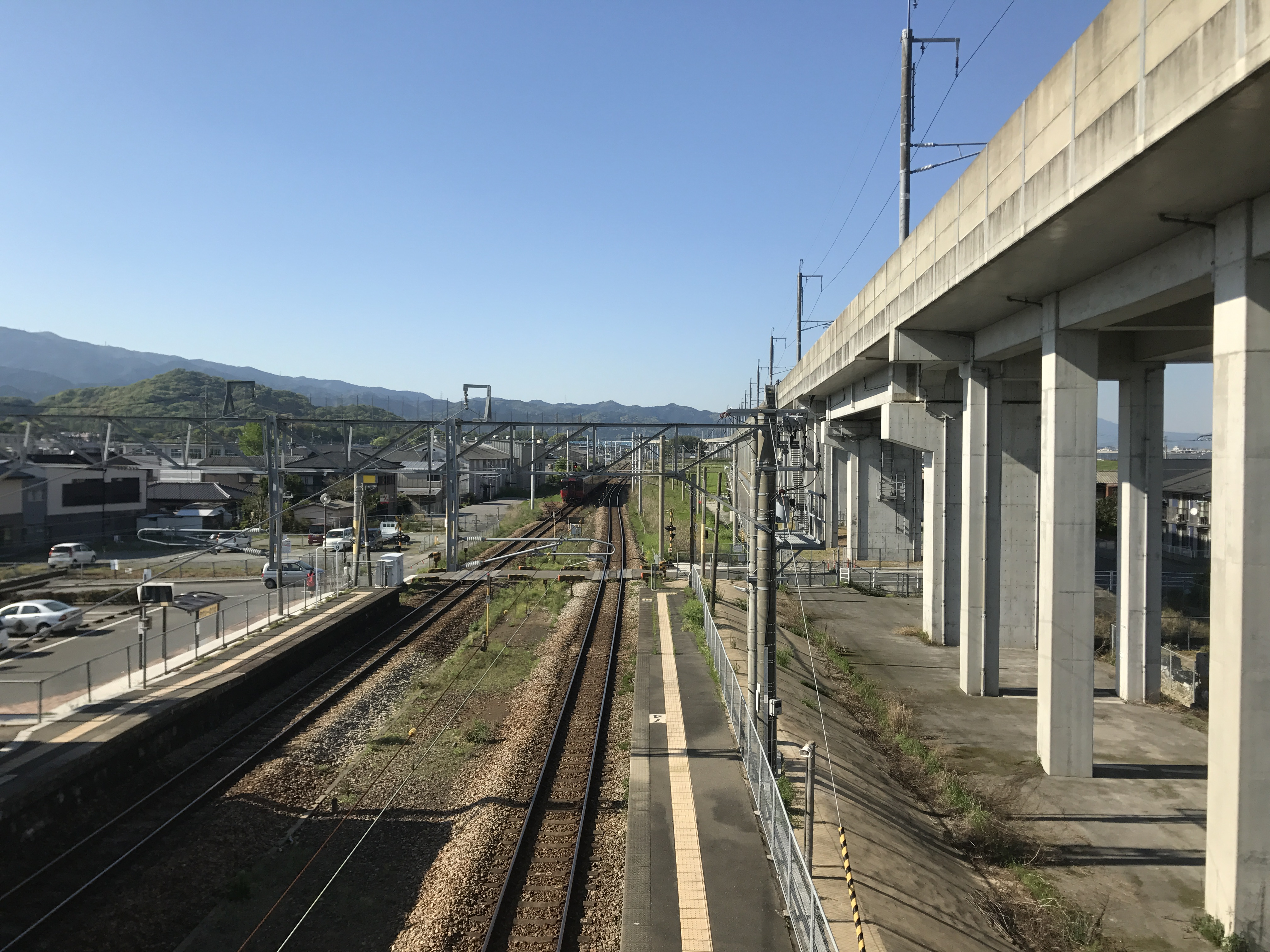
跨線橋からの眺め（2017年4月）
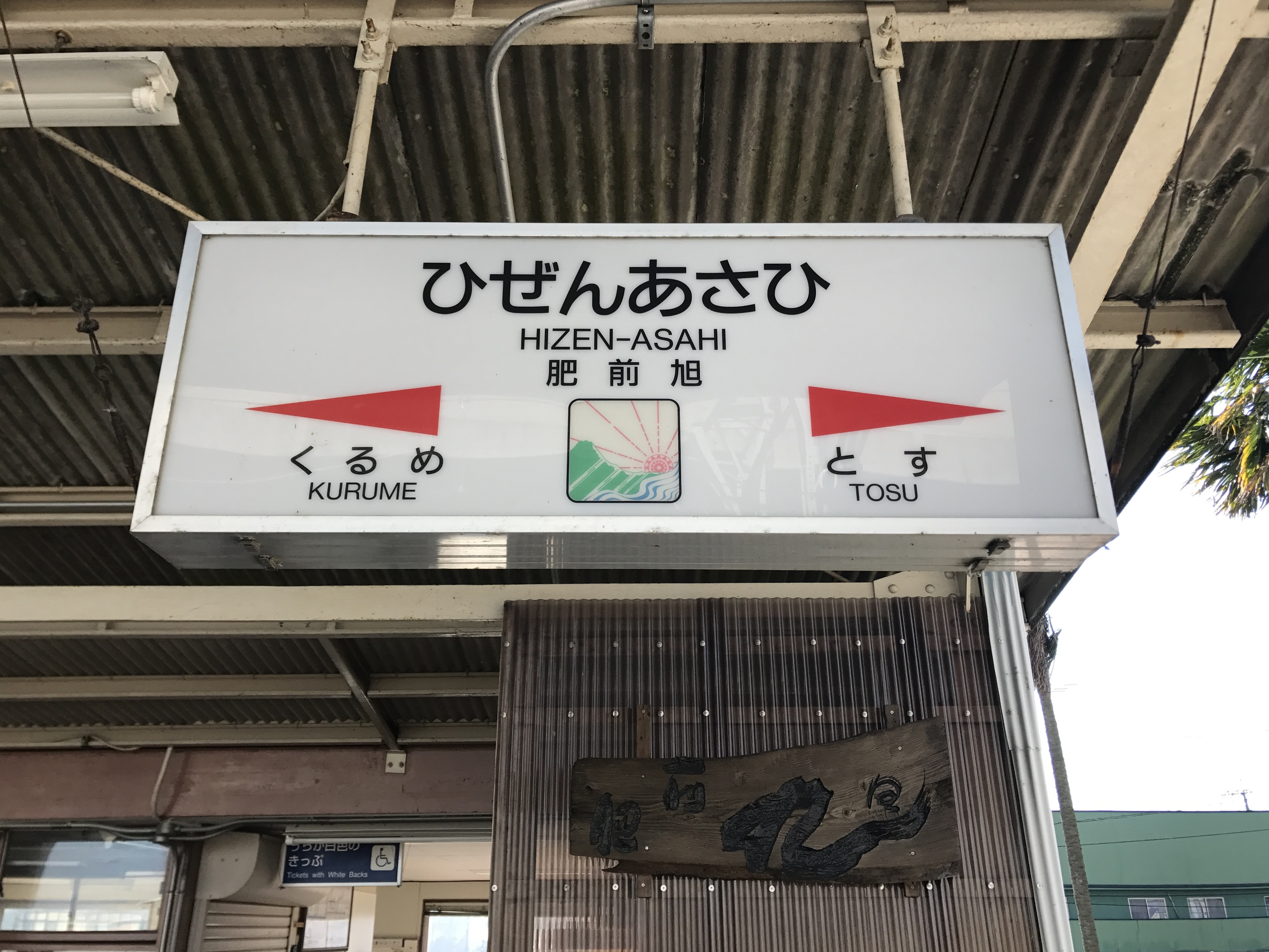
駅名標（2017年4月、太陽のイラスト）
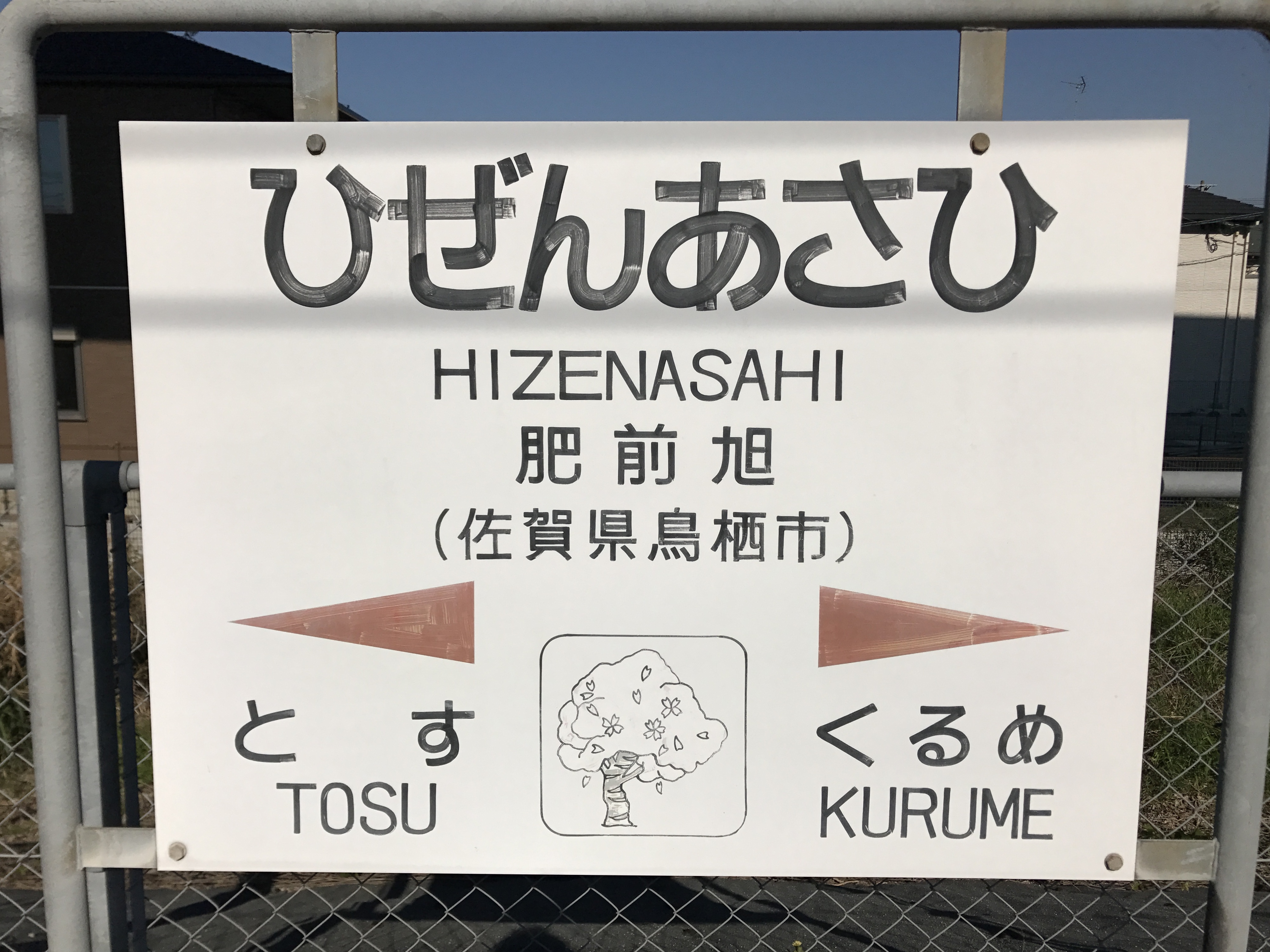
駅名標（2017年4月、サクラの木のイラスト）

## 利用状況
2023年度の1日平均乗車人員は760人である。
近年の1日平均乗車人員の推移は以下の通り。
| 年度   | 1日平均 乗車人員 | 1日平均 乗降人員 |
| ------ | ---------------- | ---------------- |
| 1998年 | 564              | 1,143            |
| 1999年 | 553              | 1,107            |
| 2000年 | 561              | 1,117            |
| 2001年 | 534              | 1,084            |
| 2002年 | 518              | 1,045            |
| 2003年 | 512              | 1,032            |
| 2004年 | 503              | 1,008            |
| 2005年 | 528              | 1,057            |
| 2006年 | 553              | 1,114            |
| 2007年 | 571              | 1,140            |
| 2008年 | 606              | 1,218            |
| 2009年 | 601              | 1,206            |
| 2010年 | 610              | 1,220            |
| 2011年 | 639              | 1,280            |
| 2012年 | 630              | 1,263            |
| 2013年 | 620              | 1,234            |
| 2014年 | 623              | 1,233            |
| 2015年 | 644              | 1,261            |
| 2016年 | 650              | 1,279            |
| 2017年 | 676              |                  |
| 2018年 | 713              |                  |
| 2019年 | 740              |                  |
| 2020年 | 578              |                  |
| 2021年 | 617              |                  |
| 2022年 | 683              |                  |
| 2023年 | 760              |                  |

## 駅周辺
駅周辺は国道や主要地方道から遠く離れているため大規模な商業施設もなく、田畑が広がっているが、福岡市や久留米市に近いため、近年では新しい住宅の建設が進められベッドタウン化が進行している。

## 隣の駅
九州旅客鉄道（JR九州）
 鹿児島本線
■快速
通過
■区間快速（一部列車のみ停車）・■普通
鳥栖駅 (JB15) - 肥前旭駅 (JB16) - 久留米駅 (JB17)